# Polypodium colpodes
Polypodium colpodes är en stensöteväxtart som beskrevs av Kze. Polypodium colpodes ingår i släktet Polypodium och familjen Polypodiaceae.

## Underarter
Arten delas in i följande underarter:
- P. c. oligomerum
- P. c. venezuelense